# Diario de Galicia
Diario de Galicia fue un periódico español editado en Santiago de Compostela entre 1908 y 1932.

## Historia
Fundado en 1908, era un diario de línea católica y monárquica. Nació auspiciado por el arzobispo José María Martín de Herrera. Checa Godoy lo califica de ultramontano y católico-integrista. En 1932 fue suspendido por las autoridades tras la «Sanjurjada», desapareciendo poco después.
Por la dirección del diario pasaron Eugenio Zabala Herrera, Jacobo Varela de Limia y Miguel Ferrer Fernández